# Spetice
Spetice (německy Spitzhof) jsou osada v okrese Třebíč v kraji Vysočina. Jsou součástí obce Nové Syrovice. Leží u silnice II/411, mezi obcemi Dešov a Nové Syrovice, asi 9 km jihozápadně od Moravských Budějovic, 14 km jihovýchodně od Jemnice a asi 32 km jihozápadně od centra Třebíče.
Ve Speticích je registrováno 9 čísel popisných: 21, 34, 45, 202, 204, 205, 206 a 207. Nachází se zde Spetický rybník, z něhož vytéká Spetický potok, levostranný přítok Ctidružického potoka. Zdejší dvůr je ve zchátralém stavu, byl postaven před více než 100 lety.